# بروما (بازیکن فوتبال)
آرمیندو توئه نا بنینا (پرتغالی: Armindo Tué Na Bangna؛ زادهٔ ۲۴ اکتبر ۱۹۹۴) که با نام بروما شناخته می‌شود، بازیکن فوتبال اهل پرتغال است که برای باشگاه فوتبال براگا در لیگ پرتغال بازی می‌کند.
وی که سابقهٔ بازی در اسپورتینگ نیز دارد، تاکنون به همهٔ رده‌های سنی تیم ملی پرتغال دعوت شده‌است.
او به همراه تیم ملی فوتبال زیر ۲۰ سال پرتغال در جام جهانی ۲۰۱۳ این رده سنی هم حاضر بود و دومین گل‌زن برتر این مسابقات شد.